# Weinfelden
Weinfelden es una comuna suiza del cantón de Turgovia, capital del distrito de Weinfelden. Limita al norte con la comuna de Kemmental, al este con Berg y Bürglen, al sur con Bussnang, y al oeste con Amlikon-Bissegg y Märstetten. Como el propio nombre de la población delata (campos de vino), esta es una zona de tradicional producción de vino.

## Transporte
Ferrocarril
Su estación de trenes es un núcleo discreto pero importante de comunicaciones de la zona noreste de Suiza, pasando por ella la línea que enlaza Zúrich con Constanza - la primera ciudad del sur de Alemania - y muy cerca de ambas. Otro ramal ferroviario lleva desde la población directamente hacia los Alpes (Säntis), Romanshorn, San Galo (dirección sur), o hacia Schaffhausen y las cascadas del Rin (dirección norte).

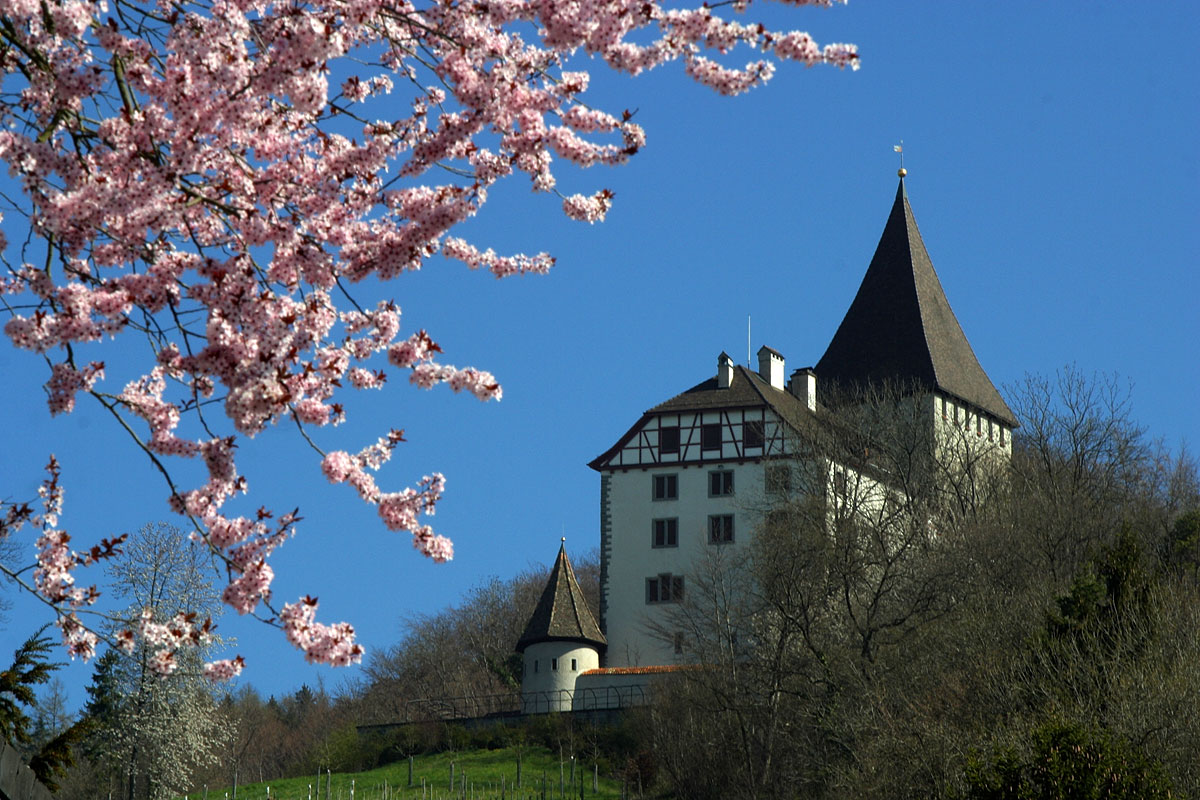
Castillo de Weinfelden.